# Vladimír Voldán
Vladimír Voldán (22. listopadu 1921, Náměšť nad Oslavou – 24. ledna 1982, Brno) byl český historik a archivář.

## Biografie
Vladimír Voldán se narodil v roce 1921 v Náměšti nad Oslavou, v roce 1940 odmaturoval na Gymnáziu v Třebíči a mezi lety 1945 a 1952 vystudoval historii a latinu na Filozofické fakultě Masarykovy univerzity v Brně, v tu dobu vystudoval i Státní archivní školu. Již během studia působil v letech 1949 a 1950 v Archivu pro dějiny průmyslu, obchodu a technické práce v Brně, od roku 1950 jako vedoucí Krajského archivu v Telči, tam pracoval do roku 1956, kdy odešel do Brna. Po roce 1956 získal titul kandidáta věd. V Brně nastoupil do zemědělsko-lesnického oddělení Státního oblastního archivu v Brně, později tamtéž působil i jako vedoucí oddělení. Mezi lety 1972 a 1974 působil jako ředitel Moravského zemského archivu. Po dlouhé nemoci z pozice ředitele odešel a od roku 1976 působil jako vědecký pracovník v brněnském oblastním archivu.
Byl pohřben na Ústředním hřbitově v Brně.
Působil jako archivář a historik, věnoval se inventarizaci archivů moravských velkostatků a rodinného archivu Ditrichštejnů. Věnoval se také publikační činnosti, napsal téměř 80 statí, sepsal průvodce po archivních fondech Státního archivu v Brně. Jako historik se věnoval historii nevolnictví, zemědělství, podnikání a dalším regionálním tématům. Věnoval se také dějinám architektury a dějinám umění. Publikoval i v regionálním tisku.